# お船chan
お船（おふね、1985年3月18日 - ）は、日本の元女子プロレスラー。岩手県宮古市（手作り村）出身。現役時代はKAIENTAI DOJO所属。『お船』はリングネームで、本名は非公開であった。
ミニスカートのセーラー服マスクウーマンというこれまでにないスタイルでKAIENTAI DOJO旗揚げ戦に出場。小柄ながら威勢のいいファイトを見せた。

## 経歴
PSYCHOとサイコSHIPというタッグチームを組み戦い、後にユニットパルプンテを結成しロス・クワトロ・タバスコス等と抗争。またみちのくプロレスの興行にも参戦していた。
女子プロ界に革命を起こすと宣言し、各団体所属・フリーの選手問わずいろいろな選手と闘った。
試合中の首の怪我を理由に、2005年7月15日に引退。K-DOJO初期に参戦していた、Ryokoと同一人物であるという説もあるが、真相は不明である。
引退後は、地元・宮古市にて両親が経営している魚菜市場の「岩船商店」に勤務している。
2012年4月8日、KAIENTAI DOJO 10周年記念興行「CLUB-K SUPER evolution10」10周年ランブルにてOGとして一日限定で復帰した。

## 得意技
お船DEぴょん
お船がコーナー2段目に上り「お船で！」と言った後、観客が「ぴょ〜ん」と叫ぶと同時にダイブし相手の後頭部、ないしは側頭部へ跳び膝蹴りを入れる。いわゆるダイビング延髄ニー・ドロップ。
お客さんの「ぴょ〜ん」の声が多い程威力が増えるという。
スーパーお船DEぴょん
コーナー最上段から放つお船DEぴょん。
お船ちゃんカッター
走りこんでの飛びつきダイヤモンド・カッターである。
お船ロック
グラウンド状態で行うフロントネックロック。
オフネホリック
サードロープを掴み、逆立ちをしてコーナー最上段に座らせた相手の首を両足で挟み込み、相手の体をマットへ投げ捨てる。ハンドスタント・シザース・イン・コーナーと呼ばれる技で、トリッシュ・ストラタスが使用していたストラタスフィアと同型。
スイング式DDT
この技を放った後にお船ロックを仕掛けるのが定番であった。
逆水平チョップ

## 入場テーマ曲
- 「crushin'」（D.B.M.N ドーベルマン）※キングレコード「KAIENTAI DOJO」に収録

## 特記
- マスクつながりで女子プロレスラー『昭和』子や女子格闘家berry15と間違えられやすい。
- モンチッチのお船バージョンも発売されたことがある。
- 2006年末に販売された「プロ格ヒーローズ」第8弾の「女子プロオールスター編」にフィギュアとして収録された。
- 2005年4月22日、覆面レスラー初のイメージDVD「HAPPY SHIP」を発売した。作品では、Iカップ100cmの巨乳を駆使した水着グラビアなどが披露されている。
- アイドルレスラー・えだなおみのデビュー戦の対戦相手である。

## CD
- 「200%がっちょりお船宣言!!」（2003年08月、Next Stage Japan）

## DVD
- 「HAPPY SHIP」（2005年4月、マーレ）

## テレビ出演
- THIS IS KAIENTAI DOJO（GAORA）

## ラジオ出演
- 週刊ラジオプロレス（HBCラジオ）